# Arracacia moschata
Arracacia moschata là một loài thực vật có hoa trong họ Hoa tán. Loài này được (Kunth) DC. mô tả khoa học đầu tiên năm 1830.